# Dewey Phillips
Dewey Phillips, apodado Daddy-O (13 de mayo de 1926 - 28 de septiembre de 1968) fue un disc-jockey estadounidense pionero en la promoción del rock and roll durante la década de 1950. Es considerado junto a Alan Freed como la principal figura radiofónica durante la eclosión del rock and roll.

## Trayectoria
Phillips pasó casi la totalidad de su vida en el estado de Tennessee. Nacido en la localidad de Crump, su infancia la vivió en Adamsville. Durante la Segunda Guerra Mundial sirvió en el ejército estadounidense, combatiendo en la Batalla del Bosque de Hürtgen. Tras la guerra, Phillips volvió a Tennessee, instalándose en su mayor ciudad, Memphis. Allí comenzaría su carrera como presentador de radio y pinchadiscos para la radio AM WHBQ en 1949, durante el apogeo del rhythm and blues a nivel regional y su evolución hacia el rock and roll.
Durante ocho años, Phillips se convertiría en la personalidad más importante de la radio local de Memphis. Su programa "Red, Hot & Blue" fue el primero en ser simultáneamente retransmitido por la radio y la televisión. En directo, el carácter de Phillips correspondía al prototipo del hillbilly sureño, si bien su interés incluía tanto la música country y western rural como la música negra, principalmente el rhythm and blues. Ambas tendencias, que más tarde darían lugar al rock and roll, eran las principales corrientes musicales a nivel regional a lo largo del país tras la Segunda Guerra Mundial y Phillips fue uno de los primeros en retransmitir ambas por igual. Como presentador, Phillips destacaba por su expresión frenética y a menudo humorística.
El momento álgido de la carrera de Phillips llegaría en julio de 1954, cuando se convirtió en el primer pinchadiscos en retransmitir "That's All Right Mama", el primer sencillo de un joven (19 años) Elvis Presley y una de las primeras canciones en ser consideradas rock and roll. Con el objetivo de revelar la raza de Elvis, Phillips le preguntó acerca de su instituto (debido a la segregación racial, la audiencia reconocería su raza al saber a qué colegio iba). A mediados de los 50, Phillips presentaría un programa de tarde en el canal televisivo de WHBQ. En él, Phillips se dedicaba a pinchar discos a la vez que bromeaba ante el público.
A pesar de mantenerse al margen de los escándalos de la payola (que sí afectarían a Alan Freed), Phillips fue destituido a finales de 1958 cuando WHBQ adoptó el formato comercial Top 40 en el que su estilo no encajaba. A partir de entonces, Phillips se dedicaría a mantener una irregular carrera como disc-jockey en numerosas radios menores sin pasar mucho tiempo en cada una de ellas. Su alcoholismo y adicción a las drogas (principalmente analgésicos y anfetaminas, responsables de su comportamiento cuasi maníaco) causarían su prematura muerte a la edad de 42 años, en 1968, como consecuencia de un ataque al corazón. Su cuerpo se halla enterrado en el cementerio de su ciudad natal, Crump.